# Zambonistapel

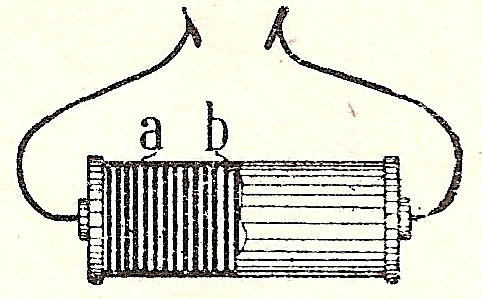
Zambonistapel

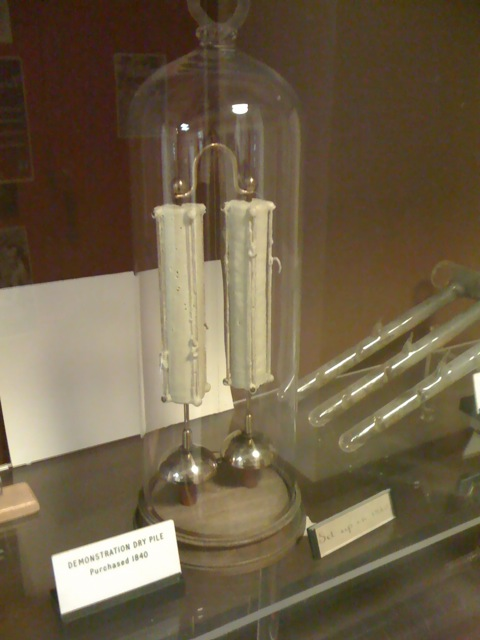
Oxford elektrische bel. Een bel die wordt aangedreven door Zambonistapelbatterijen.

De Zambonistapel (ook wel Duluc droge stapel genoemd ) is een vroege elektrische batterij, uitgevonden door Giuseppe Zamboni in 1812.

## Opbouw
Een Zambonistapel is een elektrostatische batterij en is opgebouwd uit schijven van zilverfolie, zinkfolie en papier. Als alternatief kunnen schijven van zilverpapier (papier met een dunne laag zink aan één kant) aan één kant verguld of zilverpapier besmeurd met mangaandioxide en honing worden gebruikt. Schijven van ongeveer 20 mm diameter worden geassembleerd in stapels, die enkele duizenden schijven dik kunnen zijn, en dan samengedrukt in een glazen buis met doppen op de uiteindes of gestapeld tussen drie glazen staven tussen houten platen en geïsoleerd door onderdompeling in gesmolten zwavel of pek.
Zambonistapels met een modernere constructie werden pas in de jaren tachtig vervaardigd om de versnellingsspanning voor beeldversterkerbuizen te leveren, met name bij militair gebruik. In de 21e eeuw worden dergelijke spanningen verkregen uit versterkerschakelingen met transistoren die worden aangedreven door conventionele (laagspannings) batterijen.

## Werking
De werking van de Zambonistapel, in het gebruikelijke geval dat zink- en aluminiumfolie gebruikt wordt, berust op de oxidatie van aluminium aan de anode: 
{\displaystyle {\ce {Al -> Al^3+ + 3e^-}}}
en de reductie van zink aan de kathode: 
{\displaystyle {\ce {Zn^2+ + 2e^- -> Zn}}}
het opgewekte standaardreductiepotentiaal is dus gelijk aan: 
{\displaystyle {\ce {E^0_{Zn^2+ +2e^- ->Zn}-E^0_{Al^3 + 3e^- ->Al}= -0,7618V-(-1,662V)=0,900V}}}
Deze waarde zal echter enkel in perfecte standaardomstandigheden bereikt worden.

## Toepassingen
De EMK per element is in de realiteit ongeveer 0,8 V; met duizenden gestapelde elementen bereiken Zambonistapels potentiaalverschillen tot in de kilovolt, maar stromen in de nano-ampère. De beroemde Oxford Electric Bell, die sinds 1840 onafgebroken rinkelt, wordt vermoedelijk aangedreven door een paar Zambonistapels.